# Zijderveld

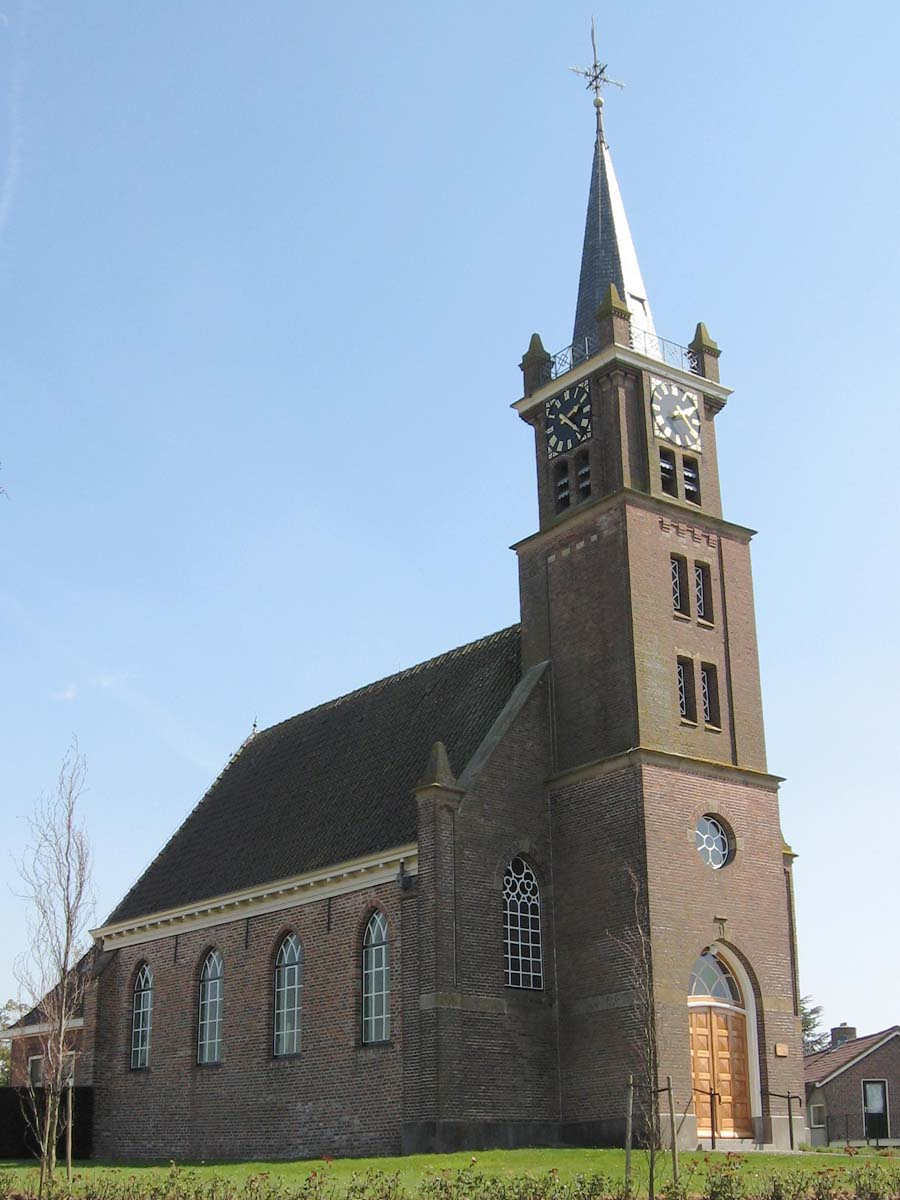
Kerk van Zijderveld

Zijderveld is een klein dorp en de oudste nederzetting in de gemeente Vijfheerenlanden in de Nederlandse provincie Utrecht. Voor het begin van onze jaartelling was er al een nederzetting, bewoond door boeren, vissers en jagers. Het landelijke dorp ligt in het noordoostelijk deel van de Vijfheerenlanden, niet ver van het Schoonrewoerdse Wiel. In de 12e eeuw duikt de naam Sidenderveld (later Zijderveld) op.
Zijderveld behoorde lange tijd tot het gebied van de heren van Culemborg. In 1820 werd het dorp toegevoegd aan de provincie Zuid-Holland. Zijderveld heeft enkele historische boerderijen. In het begin van de negentiende eeuw is de oorspronkelijk vijftiende-eeuwse kerk herbouwd. Sinds de provinciale herindeling van 2002 ligt het dorp in de provincie Utrecht.
Het dorp is erg centraal gelegen in Nederland en is makkelijk bereikbaar.
Zijderveld heeft ongeveer 870 inwoners in 2023.
Zijderveld beschikte sinds 1963 over een coöperatieve diepvries, waar inwoners voor een klein bedrag een vakje in een gezamenlijk vrieshuis konden huren. Hierdoor hadden veel inwoners van Zijderveld geen diepvries in huis. Het vrieshuis lag op de Kerkweg 18a en sloot eind 2022.